# 新区街道 (义马市)
新区街道，是中华人民共和国河南省三門峽市义马市下辖的一个乡镇级行政单位。

## 行政区划
新区街道下辖以下地区：
千秋社区、马岭社区、礼召社区、二十铺社区、三十铺社区、郭庄社区、付村社区、梁沟社区、石门社区和裴村社区。